# NHL 07
《NHL 07》是一款由艺电加拿大制作、EA Sports发行的体育类游戏。本游戏最初于2006年9月在Windows等平台发行。本游戏是《NHL 06》的续作。
游戏主要是模拟冰球比赛。
本游戏Windows版本收到普遍较好的评价。